# Samara (frugt)
 For alternative betydninger, se Samara (flertydig). (Se også artikler, som begynder med Samara)
Samara er en frugt med vinger.
Planter med denne type frugt er f.eks: Birk – Betula pendula, Spids-Løn – Acer platanoides, Ask – Fraxinus excelcior og elm – Ulmus glabra